# デグナー
株式会社デグナー（DEGNER CO.,LTD.）は、京都府京都市山科区に本社を置く企業で、バイク用レーシングスーツやライダースジャケットなどの皮革製品やバッグなどを中心に製造販売している。

## 沿革
- 1987年3月20日 - フルオーダーレーシングスーツメーカーとして京都市山科区上花山前畑町1-8の新幹線高架下にレーシングパドック デグナー京都店として神戸のメーカーから引き継ぎ創業。
- 1990年1月 - 株式会社デグナー設立。ドゥカティカウルブランド、CUCCIORO立ち上げ。
- 1994年 - 新幹線高架下ショップ近くのアパートの一室にファクトリーのみ移動
- 1996年 - アメリカンライダー向け商品生産開始。ファクトリー集約により京都市山科区上花山講田町57-1 グレースコート洛1F南側へ移転。6月にはバンクセンターなどの一部消耗品を韓国でOEM生産。
- 2000年1月 - ウェア以外の革製品の製造開始
- 2002年 - DEGER CLASSICS、Dgirl's HARPAS、Willie Wearsブランド立ち上げ
- 2004年 - 4月にスティルマーチンの取り扱い開始。5月に花山ブランド立ち上げ
- 2005年4月 - アメリカンブランド、SERVUS取扱い開始
- 2006年 - 3月にベトナム工場設置。12月にアメリカンブランド、WELLS LA MONT製品発売開始
- 2008年 - Frauブランド立ち上げ
- 2009年 - 3月に現在地に移転。9月にSquarefeet、12月にTASMANブランド立ち上げ

## ブランド

### FULL ORDER RIDING SUIT
フルオーダーのレーシングスーツブランドで、特注品として生産される。

### CLASSICS BRAND
シンプルなデザインを残しているライダースブランド。

### Willie Wears
クラシックなアメリカンスタイルを追求したライダースブランド

### Dgirl's
レディースバイカー向けに機能美を追求したブランド

### Frau
女性ライダー向けにスタイルよく見えることを目的としたブランド。

### 花山
京都、西陣織を盛り込んだウォレット

### CUCCIORO
ドゥカティのオートバイを中心とした名車のパーツ。

### TASMAN
アメリカバイソンの皮を使用したブランド。

### Squarefeet
革の可能性を追求することを目的につけられたブランドで、革の国際単位を現す。約30cm×約30cmの面積に相当する。

### SERVUS
アメリカのメーカー、ハニーウェルのブーツブランド。

### STYLMARIN
イタリアのブーツメーカー、カルツァトリー・アンティスのブランド。

### BELSTAFF
イギリスのライダースウェアメーカー。